# Palmless Prayer / Mass Murder Refrain
Palmless Prayer / Mass Murder Refrain és un àlbum d'estudi col·laboratiu de Mono i Katsuhiko Maeda (sota el nom de World's End Girlfriend). El va publicar Human Highway Records al Japó, el 14 de desembre de 2005; Temporary Residence Limited el va rellançar a la resta del món el 12 de setembre de 2006.
L'àlbum va estar concebut com una gran peça dividida entre cinc pistes llargues, força orquestrades.

## Llistat de pistes
| Núm. | Títol                            | Durada |
| ---- | -------------------------------- | ------ |
| 1.   | «Part One»                       | 12:15  |
| 2.   | «Part Two (Alternative Version)» | 13:36  |
| 3.   | «Part Three»                     | 17:03  |
| 4.   | «Part Four»                      | 12:24  |
| 5.   | «Part Five»                      | 19:13  |